# Yvonne Stéphan
Pour les articles homonymes, voir Stephan.
 (décembre 2018).
Si vous disposez d'ouvrages ou d'articles de référence ou si vous connaissez des sites web de qualité traitant du thème abordé ici, merci de compléter l'article en donnant les références utiles à sa vérifiabilité et en les liant à la section « Notes et références ».
Yvonne Stéphan, née Kerdavid le 6 septembre 1904 à Port-Louis et morte le 5 août 1981 à Lorient, est une femme politique française, membre des Républicains indépendants.

## Biographie
Yvonne Stéphan est élue conseillère municipale de Port-Louis en 1959, puis devient adjointe au maire et enfin maire en 1965. En 1967, elle devient la suppléante du député Christian Bonnet. En 1972, Bonnet est nommé secrétaire d'État dans le gouvernement de Pierre Messmer, envoyant ainsi Yvonne Stéphan à l'Assemblée nationale. Elle est réélue lors des élections législatives françaises de 1973 en tant que suppléante de Christian Bonnet. Celui-ci étant de nouveau appelé au gouvernement, elle siège au parlement jusqu'en 1978. Elle cède sa place de suppléante de Christian Bonnet lors des élections législatives françaises de 1978.
Elle est élevée au grade de chevalier de la Légion d'honneur en 1979.